# José Chaparro
José Gabriel Chaparro Sánchez (Tuluá, 2 luglio 1954) è un ex calciatore colombiano, di ruolo centrocampista.

## Carriera

### Club
Ha sempre giocato nella massima serie colombiana.

### Nazionale
Con la maglia della Nazionale ha partecipato alla Copa América 1979.